# Савостьянов, Сергей Иванович
Серге́й Ива́нович Савостья́нов (6 октября 1907, Большая Матыра, Тамбовский уезд, Тамбовская губерния, Российская империя — 3 сентября 1987, Тамбов, РСФСР, СССР) — младший лейтенант Рабоче-крестьянской Красной Армии, участник Великой Отечественной войны, Герой Советского Союза (1942).

## Биография
Сергей Савостьянов родился 6 октября 1907 года в селе Большая Матыра (ныне — Тамбовский район Тамбовской области). После окончания начальной школы работал в колхозе. В 1941 году Савостьянов был призван на службу в Рабоче-крестьянскую Красную Армию. С октября того же года — на фронтах Великой Отечественной войны, был стрелком мотострелкового пулемётного батальона 22-й танковой бригады Западного фронта.
Отличился во время битвы за Москву.  
Из наградного листа известно, что в 9:00 17 декабря 1941 года красноармеец мото-стрелкового батальона 22 танковой бригады тов. Савостьянов участвовал в составе своего отделения в танковом десанте на опорный пункт Денисиха Рузского района Московской области. 
Ворвавшись одним из первых в эту деревню, тов. Савостьянов с двумя бойцами выбил врукопашную и гранатами 7 немцев из блиндажа и заняв его, упорно оборонялся до повторной атаки своего батальона.
В течение 6 часов немцы несколько раз атаковывали блиндаж, забрасывая защитников его гранатами. В этом бою разрывом гранаты ранило двух бойцов, а тов. Савостьянов был оглушен. Перевязав раненых тов. Савостьянов упорно удерживая занятый блиндаж, стойко отражал все немецкие атаки.
За это время было брошено противником в него более десяти гранат из которых девять он выбросил обратно в немцев.
В минуты затишья тов. Савостьянов перезаряжал все винтовки своих товарищей и когда наступал противник, он вел из них беспрерывный огонь. В последний момент противник решил взорвать блиндаж толом, но метким огнем тов. Савостьянова группа немцев во главе с офицером была уничтожена.
В 15:30 этого же дня части 22 танковой бригады повторной атакой выбросили немцев из деревни Денисиха и освободили тов. Савостьянова вокруг которого лежала масса немецких трупов.
После тов. Савостьянов участвовал во всех боях в составе мото-стрелкового батальона 22 танковой бригады".
Указом Президиума Верховного Совета СССР «О присвоении звания Героя Советского Союза начальствующему и рядовому составу Красной Армии» от 21 июля 1942 года за «образцовое выполнение боевых заданий командования на фронте борьбы с немецкими захватчиками и проявленные при этом отвагу и геройство» красноармеец Сергей Савостьянов был удостоен высокого звания Героя Советского Союза. Председатель Президиума Верховного совета СССР Михаил Калинин в Кремле лично вручил ему орден Ленина за номером 8596 и медаль «Золотая Звезда» за номером 705 (одному из первых – уроженцу Тамбовской области). 
В конце 1942 года Король Великобритании Георг VI наградил Сергея Ивановича военной медалью.
В 1944 году Савостьянов окончил Харьковское танковое училище. После окончания войны в звании младшего лейтенанта он был уволен в запас. Проживал и работал в Тамбове. Умер 3 сентября 1987 года на 79-м году жизни, похоронен на Воздвиженском кладбище Тамбова.
Был также награждён орденом Отечественной войны 1-й степени за номером 1437752, медалью "За воинскую доблесть". В ознаменование 100 - летия со дня рождения Владимира Ильича Ленина", медалью за оборону Москвы, медалью "За победу над Германией в Великой Отечественной войне 1941 - 1945 гг.", медалью "Двадцать лет Победы в Великой Отечественной войне 1941 - 1945 гг.", нагрудным знаком "25 лет победы в Великой Отечественной войне", медалью "Тридцать лет Победы в Великой Отечественной войне 1941 - 1945 гг.", медалью "Сорок лет Победы в Великой Отечественной войне 1941 - 1945 гг.", медалью "30 лет Советской Армии и Флота", медалью "40 лет Вооруженных Сил СССР", медалью "50 лет Вооруженных Сил СССР", медалью "60 лет Вооруженных Сил СССР", именным оружием..
Именем С. И. Савостьянова названа улица в Тамбове. 